# سنجاق (تقسیمات کشوری عثمانی)

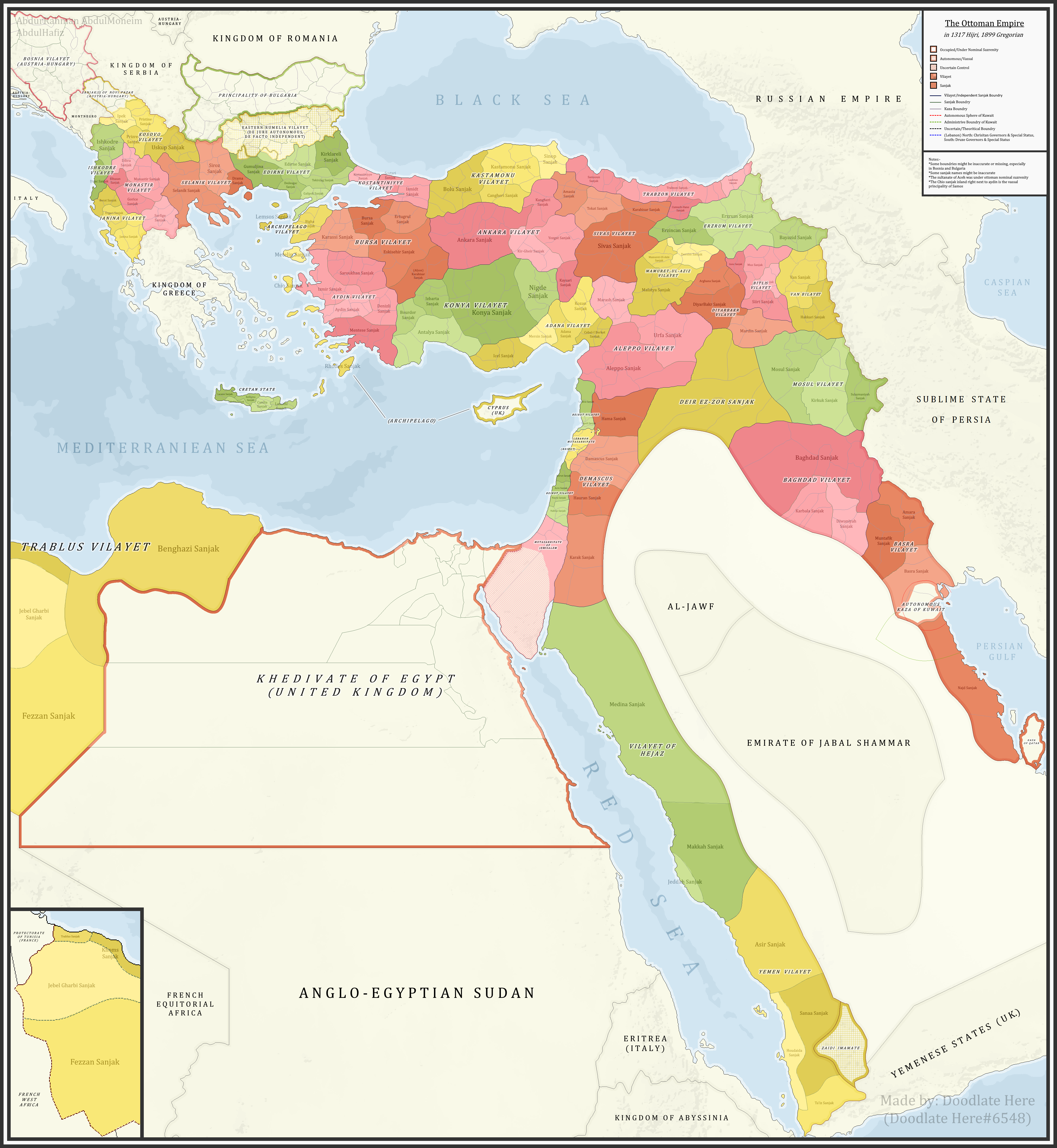
نقشه تقسیمات کشوری عثمانی

سنجاق (به ترکیه عثمانی: سنجاق، به ترکی: Sancağı) یکی از تقسیمات کشوری در امپراتوری عثمانی، و به معنی منطقه یا شهرستان زبان فارسی است، سنجاق در فارسی معنی مستقیم پرچم  می‌دهد؛ همان‌گونه که در زبان عربی این نوع تقسیم اداری به لواء یعنی پرچم ترجمه شده است. سرزمین امپراتوری عثمانی به چند قسمت تقسیم می‌شود که هرکدام را ایالت می‌نامیدند و هر ایالت نیز به چند سنجاق تقسیم می‌شد و در رأس آن نیز سنجاق بگ قرار داشت.

## سنجاق اسکندرون
در زمان جنگ جهانی دوم و زمان قیمومت فرانسه بر سوریه، فرانسه از سنجاق اسکندرون که جزء سوریه بود عقب‌نشینی کرد و نیروهای ترک در سال ۱۹۳۹ این منطقه را جزء کشور ترکیه تحت نام ختای اعلام کردند.